# Alcina (opera)
Az Alcina Georg Friedrich Händel 1735-ben írt, háromfelvonásos, olasz nyelvű opera seriája, amelynek szövegkönyvét Riccardo Broschi nyomán ismeretlen szerző írta. Az operát 1735-ben, sikerrel mutatták be a londoni Covent Gardenben.

## A mű keletkezése
Händel új színháza, a Covent Garden 1734–1735-ös operaszezonja második előadásának az Alcinát szánta (az első az Ariodante volt). A darab alapjául Riccardo Broschi (~1698–1756) L’Isola di Alcina, 1728-ban Rómában bemutatott operája szolgált, amit Händel itáliai tartózkodása során ismerhetett meg. (Riccardo Broschi Carlo Broschi, azaz Farinelli fivére volt). Händel a történethez felhasználta Ludovico Ariosto Őrjöngő Orlando (1516) című operáját is. Az olasz nyelvű szövegkönyv szerzője nem ismert.

## Szereplők
| Szereplő                      | Hangfekvés                                                                   | A bemutató énekese       |
| ----------------------------- | ---------------------------------------------------------------------------- | ------------------------ |
| Alcina, boszorkány            | szoprán                                                                      | Anna Maria Strada del Po |
| Morgana, a húga               | szoprán                                                                      | Cecilia Young            |
| Ruggiero, lovag               | mezzoszoprán, kontraalt vagy kontratenor (eredetileg kasztrált mezzoszoprán) | Giovanni Carestini       |
| Bradamante, Ruggiero jegyese  | alt                                                                          | Maria Caterina Negri     |
| Oronte, Morgana szerelme      | tenor                                                                        | John Beard               |
| Melisso, Bradamante gyámja    | basszus                                                                      | Gustavus Waltz           |
| Oberto, Bradamante unokaöccse | fiú szoprán                                                                  | William Savage           |

## Cselekmény

### Első felvonás
A boszorkány Alcina foglyul ejti a szigetére került Ruggierót, és szerelmes lesz belé. A nő a korábban idetévedt férfiakat mind elvarázsolta, sziklákká, növényekké, állatokká alakítva őket. Ruggiero szerelme, Bradamante, gyámja, Melisso társaságában keresi jegyesét, és az elvarázsolt szigetre érkeznek. Bradmante álruhát ölt, testvérének, Ricciardónak öltözik. Találkoznak Alcina húgával, Morganával, akinek megtetszik „Ricciardo”. Melisso elmeséli Morganának, hogy mi járatban vannak. Alcina palotájába bevezetik az álruhás Bradamantét és Melissót, ahol a varázslónő társaságában meglátják Ruggierót. Alcina hadvezére, Oronte figyelmezteti Ruggierót, hogy rá is a többi elvarázsolt sorsa vár, mert tart attól, hogy „Ricciardo” visszaviszi tőle. Ekkor Bradamante felfedi kilétét Ruggiero előtt, aki azonban vagy azt hiszi, hogy ez is Alcina varázslata, vagy vetélytársnak véli, aki Alcina kezét akarná megszerezni előle.

### Második felvonás
Melisso is álruhát ölt, és Ruggiero egykori nevelője, Atlante öltözékében keresi meg Ruggierót. Elmondja, hogy valóban Bradamante keresi, és egy varázsgyűrűt ad neki, ami ellenáll Alcina varázslatának. Bradmante is beszél vele, de – csalódására – Ruggierót még mindig nem tudja meggyőzni, hogy ő a valódi Bradmante. Alcina közben azt akarja, hogy Bradmante, azaz az ál-Ricciardo, az ő húgát, Morganát szeresse meg. Morgana azonban megakadályozza a varázslatot, mert ő Orontéba szerelmes. Megérkezik a szigetre Bradamante unokaöccse, Oberto is, aki eltűnt apját, a közelben hajótörést szenvedett Astolfot keresi. Alcina megígéri neki, hogy találkozhat elveszettnek hitt apjával. Örömében Oberto – aki tud a varázsgyűrűről – elfecsegi a titkot Orontének, aki továbbmondja ezt Alcinának. Alcina – félelmében, hogy elveszíti Ruggierót, akit valóban szeret – azonnal dönt: varázslatba kezd, de a gyűrű ellenében már teljesen hatástalan a varázsereje.

### Harmadik felvonás
Morgana és Oronte szerelmet vallanak egymásnak a palota kertjében. Alcina Ruggiero szemére hányja, hogy a férfi – aki már meggyőződött Bradamante valódiságáról – el akarja hagyni őt. Melisso arra kéri Ruggierót és Bradamantét, hogy szálljanak hajóra, és meneküljenek a szigetről. Bradamante azonban meg akarja menteni a szigeten elvarázsolt többi embert is. Ruggiero ekkor megtalálja azt az urnát, amelyben a varázslónő hatalma lakozik, és összetöri. Alcina varázsereje megszűnt, és hatalmas égiháború kíséretében a két varázslót elnyeli a tenger. Oronte apja, Astolfo lovag oroszlánból változott vissza emberré, és megszabadult a többi elvarázsolt ember is.

## A mű színpadra állítása
Az Alcina premierje 1735. április 16-án volt a londoni Covent Gardenben, és az opera sikert aratott, összesen tizennyolc egymás utáni előadást ért meg. Az Alcina ezzel gyakorlatilag megszakította az Ariodante sorozatát, és hozzájárult ahhoz, hogy az 1734–35-ös szezon egésze anyagilag bukás legyen. Az operát Händel az 1736–37-es szezonban még előadta háromszor a Covent Gardenben, majd 1738-ban bemutatták Braunschweigben is. Ezután, mint a zeneszerző többi operáját, közel kétszáz évre gyakorlatilag elfelejtették, csak 1928-ban adták elő újra Lipcsében, a Händel-operák újra-felfedezésekor.

## A zenéről
Az Alcina igen hosszú opera, legalább két és fél órás, fölösleges szereplőkkel és zenei részekkel teli, bár Dominique Meyer, a Bécsi Operaház igazgatója, a 2010-es bemutató kapcsán ezt nyilatkozta róla: „A Szerelmi bájitalhoz képest  hosszú, de a Parsifalhoz viszonyítva például igencsak rövid!” Händel egy igazi tradicionális és irracionális történetet zenésített meg, pedig az eltelt évek alatt komolyan megváltozott az operadivat, például John Gay még 1728-ban mutatta be egészen új szemléletű, szatirikus hangú Koldusoperáját (The Beggar's Opera). Az Alcina története ugyanakkor logikailag is problematikus: már a második felvonás végén eldől, hogy veszít, ettől kezdve fölöslegesnek tűnhet a harmadik felvonás. Másrészt az elvileg „gonosz” Alcináról már a második felvonásban kiderül, hogy valóban szerelmes Ruggieróba (ekkor énekli hatalmas, fájdalmas Ah! mio cor! schernito sei! áriáját), aki szenved attól, hogy elveszítheti szerelmét, tragikus hősnővé válik, a nézők szimpátiát érezhetnek iránta, a harmadik felvonásban mégis gonoszként merül a tengerbe.
A zene sok tájfestést és táncjelenetet tartalmaz, vokális anyagában túlsúlyban vannak az áriák és a recitativók. Erre utalva írta Charles Burney (1726–1814) zenetörténész: „Ha van olyan Händel-opera, amely az áriák megváltoztatása nélkül megérne egy újabb színpadra állítást, akkor az Alcina az”. Az opera áriáit több neves énekes tartja műsorán, illetve készít hangfelvételeket belőlük. Az egyik leghíresebb ária a Verdi prati, amit az opera bemutatóján szereplő kasztrált mezzoszoprán, Giovanni Carestini elutasított, mert túl egyszerűnek tartotta. Gyönyörű lamento Alcina harmadik felvonásbeli áriája, a Mi restano le lagrime is, ami után még logikátlannak tűnik a varázslónő pusztulása. A táncjeleneteket valószínűleg már Händel is soknak tartotta, a Cupido szerepét táncoló Marie Sallét (1707–1756) egyre kevésbé vélte fontosnak, és a szezon végén meg is vált a híres táncosnőtől és balett-társulatától, aki ezután hazautazott Franciaországba.
Händel az opera előadásain a következő összetételű zenekart alkalmazta: piccolo, két fuvola, két oboa, fagott, két kürt, obligát hegedű, két hegedű, mélyhegedű, cselló, basso continuo. A kórus összetétele: szoprán, alt, tenor, basszus.

## Az opera áriái és más számai
- Nyitány

| Első felvonás - Oh Dei! quivi non scorgo – recitativo (Bradamante, Melisso, Morgana) - O s’apre al riso, o parla, o tace – ária (Morgana) - Questo e il cielo di contenti (kórus) - Gavotte, sarabande, menüett, gavotte (zenekar) - Ecco l’infido. Taci. – recitativo (Bradamante, Melisso, Alcina) - Si, cor mio, quanto t’amai – ária (Alcina) - Generosi guerrier, deh! per pietade – recitativo (Oberto, Melisso, Bradamante) - Chi m’insegna il caro padre? – ária (Oberto) - Mi ravisi Ruggier, dimmi? – ária (Bradamante, Ruggiero, Melisso) - Di te mi rido, semplice stolto – ária (Ruggiero) - Qua dunque ne veniste – recitativo (Oronte, Bradamante) - Io sono tua diffesa – recitativo (Morgana, Bradamante) - E gelosia, forza e d'amore – ária (Bradamante) - Io dunque… Audace Oronte – recitativo (Oronte, Morgana) - Vo cercando la bella cagion – recitativo (Ruggiero) - Bramo di trionfar – ária (Ruggiero) - La cerco in vano – recitativo (Ruggiero, Oronto) - Semplicetto! a donna credi? – ária (Oronte) - Ah! Infedele – recitativo (Ruggiero, Alcina) - Regina; il tuo soggiorno – recitativo (Bradamante, Alcina, Ruggiero) - Si: son quella! non piu bella – ária (Alcina) - Se nemico mi fossi – recitativo (Bradamante, Ruggiero) - Bradamante favella? – recitativo (Ruggiero, Melisso, Bradamante) - La bocca vaga, quell'occhio nero – ária (Ruggiero) - A quai strani perigli – recitativo (Melisso, Bradamante) - Fuggi, cor mio, ti affretta! – recitativo (Morgana, Bradamante) - Tiranna gelosia – recitativo (Alcina) - Tornami a vagheggiar, te solo vuol’amar – ária (Morgana / Alcina) | Második felvonás - Col celarvi, a chi v’ama un momento – arioso (Ruggiero) - Taci, taci, cordardo – recitativo (Melisso) - Qual portento mi richiama – cavatina (arioso) (Ruggiero) - Atlante, dove sei? – recitativo (Ruggiero, Melisso) - Pensa a chi geme d'amor piagata – ária (Melisso) - Qual’ odio ingiusto contro me? – recitativo (Bradamante, Ruggiero) - Vorrei vendicarmi del perfido cor – ária (Bradamante) - Chi scopre al mio pensiero – recitativo (Ruggiero) - Mi lusinga il dolce affetto con l'aspetto del mio bene – ária (Ruggiero) - S’acquieti il rio sopetto – recitativo (Alcina, Morgana) - E la tua pace, con tanta crudelta – recitativo (Morgana, Alcina, Ruggiero) - Ama, sospira, ma non ti offende – ária (Morgana) - Non scorgo nel tuo viso – recitativo (Alcina, Ruggiero) - Mio bel tesoro, fedel son io – ária (Ruggiero) - Regina; io cerco in vano – recitativo (Oberto, Alcina) - Tra speme e timore mi palpita il core – ária (Oberto) - Reina, sei tradita – recitativo (Oronte, Alcina) - Ah! mio cor! schernito sei! – ária (Alcina) - Or, che dici, Morgana? – recitativo (Oronte, Morgana) - All’offesa il disprezzo giunge l’ingrata? – recitativo (Oronte) - E un folle; e un vile affetto, non e la sua belta – ária (Oronte) - Ed e ver che mi narri? – recitativo (Oberto, Bradamante) - Ecco mia a’ piedi tuoi – recitativo (Ruggiero, Bradamante, Morgana) - Verdi prati, selve amene, perderete la belta – ária (Ruggiero) - Ah! Ruggiero crudel, tu non mi amasti! – recitativo (Alcina) - Ombre pallide, lo so, mi udite – ária (Alcina) | Harmadik felvonás - Sinfonia (zenekar) - Voglio amar e disamar – recitativo (Oronte, Morgana) - Credete al mio dolore, luci tiranne e care! – ária (Morgana) - M’inganna me n'avveggo, e pur ancor l’adoro – recitativo (Oronte) - Un momento di contento dolce rende a un fido amante – ária (Oronte) - Molestissimo incontro! – recitativo (Ruggiero, Alcina) - Ma quanda tornerai di lacci avvinto il pie – ária (Alcina) - Tutta d'armate squadre l’isola e cinta – recitativo (Melisso, Ruggiero, Bradamante) - Sta nell’Ircana pietrosa tana – ária (Ruggiero) - Vanne tu seco ancora; dove fa seno il mare – recitativo (Melisso, Bradamante) - All’alma fedel amore placato – ária (Bradamante) - Niuna forza lo arresta, Vinse Ruggiero – recitativo (Oronte, Alcina) - Mi restano le lagrime, direi dell’ alma i voti – ária (Alcina) - Sin per le vie del sole una gloriosa prole (kórus) - Gia vicino e’l momento – recitativo (Oberto, Alcina) - Barbara! barbara; io ben lo so, e quello il genitor – ária (Oberto) - Le lusinghe, gl’inganni, non udir piu – recitativo (Bradamante, Alcina, Ruggiero) - Non e amor, ne gelosia, e pieta – tercett (Alcina, Bradamante, Ruggiero) - Prendi, e vivi – recitativo (Ruggiero, Oronte) - Ah mio Ruggier, che tenti? – recitativo (Alcina, Ruggiero, Bradamante) - Misera, ah, no!… Per quella vita – recitativo (Alcina, Morgana) - A che tardi? Strugge l’infame nido – recitativo (Melisso, Ruggiero, Oronte, Bradamante, Alcina, Morgana) - Dall’orror di notte cieca (kórus) - Entrée, Tamburino (zenekar) - Dopo tante amare pene gia proviam conforto all’ alma (kórus) |

## Hangfelvételek
- Alcina – Renée Fleming, Ruggiero – Susan Graham, Morgana – Natalie Dessay, Bradamante – Kathleen Kuhlmann, Oronte – Timothy Robinson, Melisso – Laurent Naouri, Oberto – Juanita Lascarro. Közreműködik: Les Arts Florissants, vezényel: William Christie. A felvétel ideje: 2000. Kiadó: Erato B00004NK26, 3 CD.
- Alcina – Anja Harteros, Ruggiero – Vesselina Kasarova, Morgana – Veronica Cangemi, Bradamante – Sonia Prina, Oronte – John Mark Ainsley, Melisso – Christopher Purves, Oberto – Deborah York. Közreműködik: Bayerisches Staatsorchester, vezényel: Ivor Bolton. A felvétel ideje: 2005. Kiadó: Farao Classics 108080, 3 SACD.
- Alcina – Joyce DiDonato, Ruggiero – Maite Beaumont, Morgana – Karina Gauvin, Bradamante – Sonia Prina, Oronte – Kobie van Rensburg, Melisso – Vito Priante, Oberto – Laura Cherici. Közreműködik: Il Complesso Barocco, vezényel: Alan Curtis. A felvétel ideje: 2007. Kiadó: Archiv Produktion 477737, 3 CD.
- Alcina – Anja Harteros, Ruggiero – Vesselina Kasarova, Morgana – Veronica Cangemi, Bradamante – Kristina Hammarström, Oronte – Benjamin Bruns, Melisso – Adam Plachetba, Oberto – Alois Mühlbacher. Közreműködik: Les Muciciens du Louvre-Grenoble, St. Florianer Sängerknabe, Wiener Staatsballett, vezényel: Marc Minkowski. A felvétel ideje: 2011, Wiener Staatsoper. Kiadó: Arthaus Music B005FAH1AC, 2 DVD.

## Fordítás
Ez a szócikk részben vagy egészben  az   Alcina című angol Wikipédia-szócikk ezen változatának fordításán alapul.  Az eredeti cikk szerkesztőit annak laptörténete sorolja fel. Ez a jelzés csupán a megfogalmazás eredetét és a szerzői jogokat jelzi, nem szolgál a cikkben szereplő információk forrásmegjelöléseként.